# 鞠李瑾
鞠李瑾（1966年1月31日—），上海人，是已经退役的中国足球运动员，司职中后卫，是上海队多年主力，曾经入选过中国国青队和国家队，代表中国参加了1990年北京亚运会。
1993年中国足球开始职业化运动，年底上海申花刚成立时，原上海队为数不多的有国脚身份的鞠李瑾却因为生病，最终选择了退役，年仅28岁，令主教练徐根宝惋惜不已。